# إسلان (إنداوزال)
إسلان هو دُوَّار يقع بجماعة أزغار نيرس، إقليم تارودانت، جهة سوس ماسة في المملكة المغربية. ينتمي الدوّار لمشيخة إنداوزال التي تضم 42 دوار. يقدر عدد سكانه بـ 413 نسمة حسب الإحصاء الرسمي للسكان والسكنى لسنة 2004.

## روابط خارجية
- البوابة الوطنية للجماعات الترابية
- المندوبية السامية للتخطيط